# Сагынбаев, Каныбек Калыгулович
Каныбе́к Калыгулович Сагынба́ев (род. 11 ноября 1985 года в Бишкеке, Киргизская ССР, СССР) — киргизский профессиональный игрок в русский бильярд, заслуженный мастер спорта Кыргызстана. Трёхкратный чемпион мира (2007, 2010, 2015) и победитель ряда других крупных турниров. Является одним из наиболее известных и успешных игроков мира в русский бильярд современности.

## Биография и карьера
Каныбек — старший ребёнок в семье: у него есть родные брат и сестра. Впервые он попробовал играть в бильярд в возрасте 8 лет, придя с друзьями в один из местных бильярдных клубов Бишкека, и с тех пор быстро «пристрастился» к этой игре. Каныбек был самоучкой — он тренировался, просто регулярно проводя много времени после школы в бильярдных клубах. В школе, по его словам, учился он не особо усердно, но оценки получал неплохие; родители не препятствовали его спортивному увлечению. Уже в возрасте 13 лет Сагынбаев стал самым молодым чемпионом Кыргызстана по бильярду.
В 2002 году 16-летний Сагынбаев стал победителем юниорского чемпионата мира и серебряным призёром Кубка Азии, а также принял участие в чемпионате Европы, достигнув 1/8 финала, и выиграл Кубок губернатора Свердловской области (последние три турнира относились к «взрослой» категории).
За следующие несколько лет Каныбек, показывая всё более высокие результаты на крупнейших профессиональных турнирах среди взрослых, закрепился в числе лучших игроков мира в пирамиду. В 2007 году он выиграл свой первый чемпионат мира (и одновременно первый чемпионат мира в истории, проведённый в дисциплине «динамичная пирамида»), победив в финале украинца Александра Паламаря со счётом 7:5.
В 2009-2010 годах Каныбек сыграл в трёх финалах чемпионатов мира подряд, выиграв один из них — в дисциплине свободная пирамида (в решающем матче победил россиянина Павла Кузьмина 7:2). В 2012 году он занял первое место на довольно крупном международном турнире, посвященном 20-летию федерации бильярдного спорта Республики Казахстан, а также второе место на одном из самых престижных соревнований — Кубке Кремля (проиграл в финале Евгению Сталеву, 3:5).
На самом крупном в истории русского бильярда турнире «St.-Petersburg Open», проведённом в 2013 году (динамичная пирамида), Каныбек Сагынбаев сумел дойти до полуфинала, где уступил украинцу Александру Радионову, 1:7. За данный результат киргизский спортсмен получил 55 000 евро.
Свой третий и пока последний чемпионат мира Сагынбаев выиграл в 2014 году: в динамичной пирамиде в финале обыгран казахстанец Даурен Урынбаев 7:5 (по ходу матча счёт был 6:2 в пользу Каныбека).
Несмотря на отсутствие больших побед в последние годы Каныбек Сагынбаев по совокупности своих достижений является лучшим киргизским бильярдистом в истории, а также одним из самых успешных и известных спортсменов своей страны в целом. За свои достижения и заслуги в развитии спорта в стране в 2008 году президент Кыргызстана, Курманбек Бакиев, подарил ему трёхкомнатную квартиру. Кроме того, в настоящее время Каныбек, продолжая профессиональную игровую карьеру, занимает должность руководителя национальной федерации бильярдного спорта. 
В своих интервью Сагынбаев признавался, что ему, как и многим игрокам в русский бильярд из «восточных» стран, больше нравятся такие дисциплины, как динамичная или московская пирамиды, где роль позиционной игры, в сравнении со свободной пирамидой, значительно возрастает, и имеются лучшие шансы контролировать игровой процесс. В частности, именно с таких дисциплин «одним шаром» он и начинал своё знакомство с бильярдом.
Примечательно, что среди любителей бильярда Каныбек, среди прочего, известен тем, что является одним из немногих профессионалов, совершенно неприхотливых в используемом ими игровом инвентаре: он с лёгкостью и даже намеренно может каждый новый турнир, если не чаще, проводить с новым киём, что практически не скажется на качестве демонстрируемого им бильярда.
В 2011 женился на девушке по имени Айша, с которой познакомился, когда она, будучи журналисткой, брала у него интервью. У молодой пары родилась дочь, но брак продлился недолго — спустя два года Каныбек и Айша развелись.

## Наиболее значимые достижения в карьере
- Чемпион мира — 2007, 2015 (динамичная пирамида), 2010 (свободная пирамида)
- Финалист чемпионата мира — 2009 (свободная пирамида), 2010 (комбинированная пирамида)
- Многократный чемпион Кыргызстана
- Финалист Кубка мира (комбинированная пирамида) — 2007
- Победитель 6 тура Гран-при городов Евразии (динамичная пирамида) — 2007
- Финалист Кубка Кремля (комбинированная пирамида) — 2012
- Чемпион турнира, посвящённого 20-летию федерации бильярдного спорта Республики Казахстан (московская пирамида) — 2012
- Полуфиналист «St.-Petersburg Open» (динамичная пирамида) — 2013
- Серебряный призёр Кубка Пальмиры (динамичная пирамида) — 2006-2007